# 李英植
李英植（韓語：리영식）朝鲜民主主义人民共和国政治家，朝鲜劳动党中央委员，现任朝鲜劳动党中央委员会宣传鼓动部副部长。2014年曾任《劳动新闻》社长。2016年朝鲜劳动党第七次代表大会时进入中央委员会。